# Kállay Saunders Band

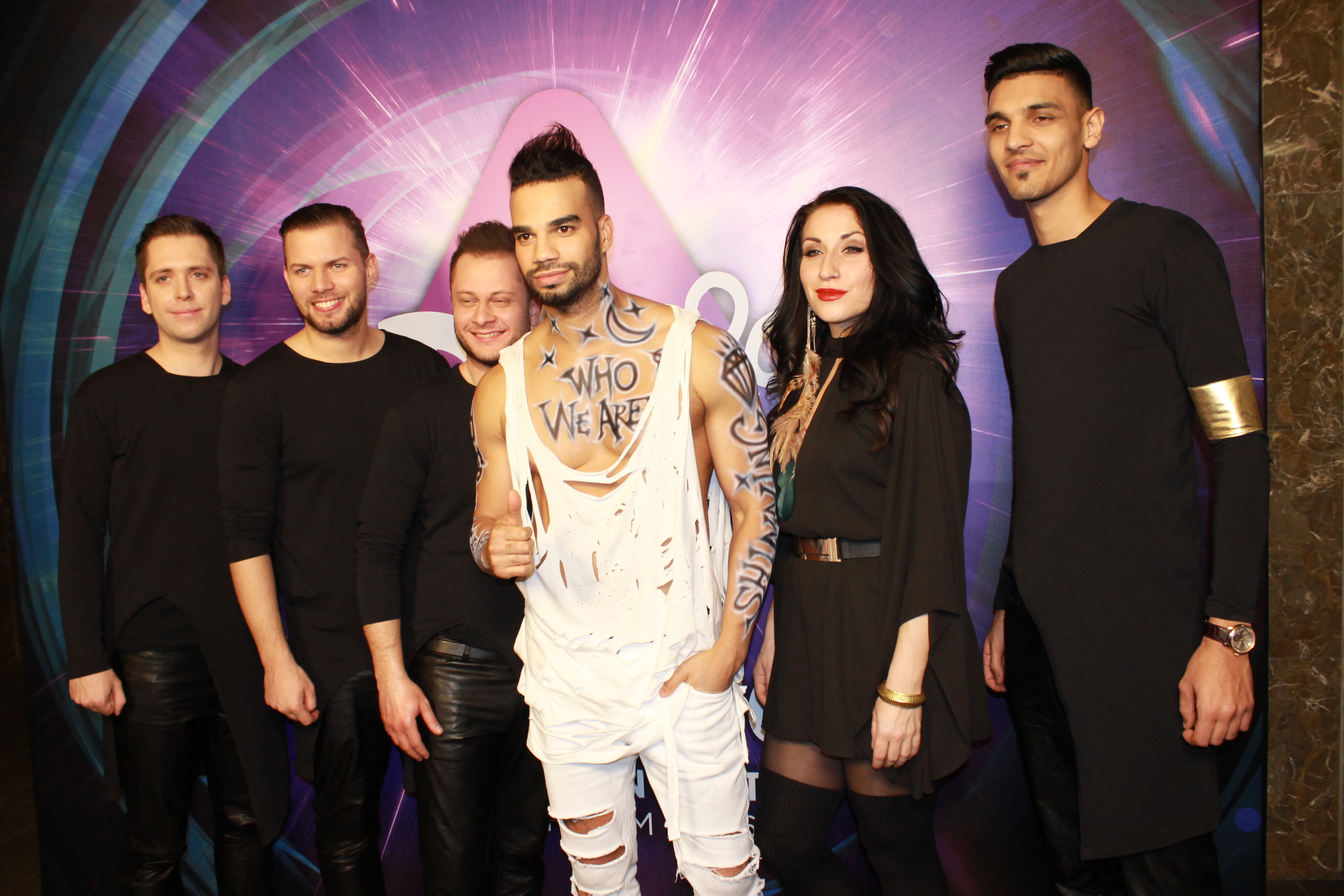
A Kállay Saunders Band A Dal 2016 döntőjén

A Kállay Saunders Band egy 2015 nyarán alakult magyar együttes.
Kállay-Saunders András 2015-ben Bodoczki Ernő basszusgitárossal, Tóth Ádám gitárossal, Szabó Dániel billentyűssel és Prohászka Zsolt dobossal megalapította a Kállay Saunders Bandet, azzal a céllal, hogy a továbbiakban kizárólag élő zenei kísérettel lépjen fel. A formációval 2015 tavaszán jelent meg első önálló nagylemeze, a Delivery Boy. A 12 számos korongra a Running, a 2014-es Eurovíziós Dalfesztivál magyar dala is felkerült, de hiányzik róla például a Mary Joe című szerzemény, amellyel Fehérvári Gábor Alfréd aratott sikert. A dalokat Szakos Krisztián jegyzi társszerzőként.
2015. december 15-én bejelentették, hogy a Duna eurovíziós dalválasztó műsorába, A Dal 2016-ba bejutott az együttes Who We Are című dala, melyet Kállay-Saunders András, Pacsai Márk és Tóth Ádám szerzett. Először 2016. január 30-án, a nemzeti válogató második elődöntőjében léptek színpadra, ahol a zsűri és a nézők szavazatai alapján az első helyen végeztek, és továbbjutottak a középdöntőbe. 2016. február 13-án, A Dal első középdöntőjéből a harmadik helyen továbbjutottak a műsor döntőjébe, de ott a legjobb négy között nem sikerült győzniük. 2017-ben újra próbálkoztak, ekkor Seventeen című dalukkal jutottak el a döntőig, azonban ott nem sikerült a legjobb négybe bekerülniük.

## Tagok
- Kállay-Saunders András (vokál)
- Tóth Ádám (gitár)
- Szabó Dániel (billentyűsök)
- Bodoczki Ernő (basszusgitár)
- Vas Gyula
- Prohászka Zsolt (dob)

## Diszkográfia

### Stúdióalbumok
| Év   | Album                                                         | Legmagasabb helyezés                   | Minősítés |
| Év   | Album                                                         | MAHASZ Top 40 album- és válogatáslemez | Minősítés |
| ---- | ------------------------------------------------------------- | -------------------------------------- | --------- |
| 2015 | Delivery Boy - 1. stúdióalbum - Megjelenés: 2015. március 19. | 20                                     |           |
| 2017 | "#GRIND" - 2. stúdióalbum - Megjelenés: 2017. április 27.     |                                        |           |

### Slágerlistás dalok
| Év   | Dal        | Legmagasabb helyezés | Legmagasabb helyezés | Legmagasabb helyezés   | Legmagasabb helyezés | Legmagasabb helyezés | Legmagasabb helyezés         | Legmagasabb helyezés | Album        |
| Év   | Dal        | VIVA Chart           | Class 40             | MAHASZ Editors' Choice | MAHASZ Rádiós Top 40 | MAHASZ Stream Top 40 | MAHASZ Single (track) Top 10 | EURO 200             | Album        |
| ---- | ---------- | -------------------- | -------------------- | ---------------------- | -------------------- | -------------------- | ---------------------------- | -------------------- | ------------ |
| 2015 | Victory    |                      |                      | 26                     | 2                    |                      |                              |                      | Delivery Boy |
| 2015 | Young      |                      |                      |                        | 4                    |                      |                              |                      | Delivery Boy |
| 2016 | Who We Are |                      |                      |                        |                      |                      |                              |                      |              |